# Носівці (Гайсинський район)
Но́сівці — село в Україні, у Кунківській сільській громаді Гайсинського району Вінницької області.
Сполучення з обласним центром забезпечується тричі на тиждень поїздом «Гайворон—Вінниця», який відновлено у 2016 році.

## Населення

### Мова
Розподіл населення за рідною мовою за даними перепису 2001 року:
| Мова       | Кількість | Відсоток |
| ---------- | --------- | -------- |
| українська | 1035      | 98.95%   |
| російська  | 11        | 1.05%    |
| Усього     | 1046      | 100%     |

## Історія
Під час проведеного радянською владою Голодомору 1932—1933 років помер щонайменше 221 житель села.
12 червня 2020 року, відповідно розпорядження Кабінету Міністрів України № 707-р «Про визначення адміністративних центрів та затвердження територій територіальних громад Вінницької області», село увійшло до складу Кунківської сільської громади.
17 липня 2020 року, в результаті адміністративно-територіальної реформи і ліквідації Гайсинського району, село увійшло до складу новоутвореного Гайсинського району.

В селі народилася Дмитренко Жанна Віталіївна (* 1951) — українська письменниця.